# Agostino Casaroli
Agostino Casaroli, italijanski rimskokatoliški duhovnik, škof in kardinal, * 24. november 1914, Castel San Giovanni, † 9. junij 1998, Rim.

## Življenjepis
27. maja 1937 je prejel duhovniško posvečenje.
29. junija 1967 je postal tajnik v Rimski kuriji, 4. julija je bil imenovan za naslovnega nadškofa Kartagine in 16. julija istega leta je prejel škofovsko posvečenje.
28. aprila 1979 je bil imenovan za državnega prosekretarja in za predsednika Administracije dediščine Apostolskega sedeža.
30. junija 1979 je bil povzdignjen v kardinala in imenovan za kardinal-duhovnika Ss. XII Apostoli. 1. julija istega leta je bil imenovan za državnega tajnika Rimske kurije in 25. maja 1985 za kardinal-škofa Porta e Santa Rufine; z zadnjih dveh položajev se je upokojil 1. decembra 1990.